# グッドフィールド
グッドフィールド株式会社（英: goodfield Inc.）は、北海道函館市発祥で、札幌市中央区北4条西5丁目に本社を置く、北海道内主要都市において寒冷地仕様の新築建売住宅の開発販売等を行うファブレス経営の不動産会社。

## 概要
創業者で現代表取締役社長の和多田真人が、1998年（平成10年）2月に北海道函館市で「グットホーム」として設立、2019年（令和元年）に社名を「グッドフィールド」（goodfield）に変更した。未上場。連結子会社1社（グッドネクスト株式会社）。本社は札幌市中央区、JR札幌駅の至近にある。

## 沿革
- 1998年 - 有限会社グットホームを北海道函館市に設立。
- 2001年 - 有限会社から株式会社へ組織変更。
- 2006年 – 新築建売事業を開始。
- 2010年 – 札幌支店（現本店営業部）開設。
- 2011年 – 販売子会社であるグットホーム住宅販売株式会社（現：グッドネクスト株式会社）設立。
- 2019年 – グッドフィールド株式会社へ社名変更。
- 2020年 –本社を札幌市中央区へ移転。
- 2022年－苫小牧支店、帯広支店開設
- 2023年－富山支店、甲府支店開設

## 主要商品
- 寒冷地仕様の新築建売住宅

## 組織

### 事業所
- 本社（札幌駅前事業所） 札幌市中央区北4条西5丁目1番地2
- 本店（札幌白石事業所） 札幌市白石区北郷5条5丁目4番5号
- 函館支社（函館事業所） 函館市松風町16番11号
- 苫小牧支店 苫小牧市拓勇西町4丁目2番13号
- 帯広支店 帯広市西5条南13丁目8番1号
- 富山支店 富山県富山市新富町1丁目1番12号
- 甲府支店 山梨県甲府市相生2丁目4番20号

## 子会社・関連会社

### 連結子会社
- グッドネクスト株式会社　札幌市白石区北郷5条5丁目4番5号

## 訴訟
以前会計監査を担当していた三優監査法人の監査手続きについて、億単位の不適切指示や残高確認漏れなど、不手際があったため、2021年に予定していた株式上場を断念せざるをえなくなったとして、同法人に対して約４千万円の損害賠償請求訴訟を東京地裁に提起したと2023年8月30日付けの朝日新聞が報じた。https://www.asahi.com/articles/ASR8Y5RWRR8YIIPE00B.html